# Riukiaria puginifera
Riukiaria puginifera är en mångfotingart som beskrevs av Karl Wilhelm Verhoeff 1936. Riukiaria puginifera ingår i släktet Riukiaria och familjen Xystodesmidae. Inga underarter finns listade i Catalogue of Life.